# Leonie Beck
Leonie Antonia Beck (Augsburgo, 27 de mayo de 1997) es una deportista alemana que compite en natación, en la modalidad de aguas abiertas.
Ganó cinco medallas en el Campeonato Mundial de Natación entre los años 2019 y 2023, y seis medallas en el Campeonato Europeo de Natación entre los años 2018 y 2024.
Participó en dos Juegos Olímpicos de Verano, en los años 2016 y 2020, ocupando el quinto lugar en Tokio 2020, en la prueba de 10 km.

## Palmarés internacional
| Campeonato Mundial | Campeonato Mundial      | Campeonato Mundial | Campeonato Mundial |
| Año                | Lugar                   | Medalla            | Prueba             |
| ------------------ | ----------------------- | ------------------ | ------------------ |
| 2019               | Gwangju (Corea del Sur) | Medalla de bronce  | 5 km               |
| 2022               | Budapest (Hungría)      | Medalla de oro     | Equipo mixto       |
| 2022               | Budapest (Hungría)      | Medalla de plata   | 10 km              |
| 2023               | Fukuoka (Japón)         | Medalla de oro     | 5 km               |
| 2023               | Fukuoka (Japón)         | Medalla de oro     | 10 km              |
| Campeonato Europeo |                         |                    |                    |
| Año                | Lugar                   | Medalla            | Prueba             |
| 2018               | Glasgow (Reino Unido)   | Medalla de plata   | 5 km               |
| 2018               | Glasgow (Reino Unido)   | Medalla de plata   | Equipo mixto       |
| 2021               | Budapest (Hungría)      | Medalla de plata   | Equipo mixto       |
| 2022               | Roma (Italia)           | Medalla de oro     | 10 km              |
| 2024               | Belgrado (Serbia)       | Medalla de oro     | 5 km               |
| 2024               | Belgrado (Serbia)       | Medalla de oro     | 10 km              |